# Fábrica de La Igualadina Cotonera

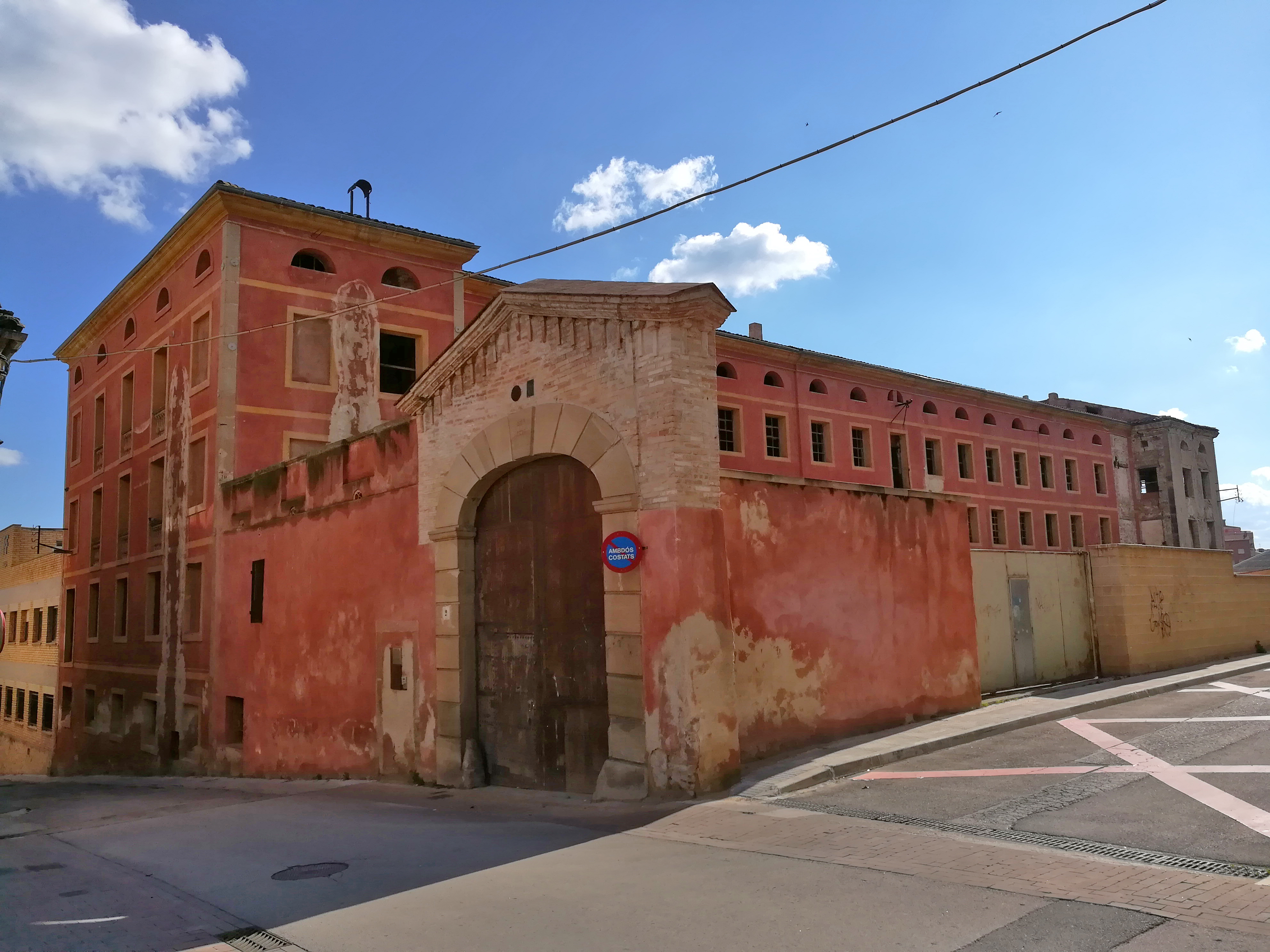
La Igualadina Cotonera

La antigua fábrica de La Igualadina Cotonera, en Igualada (provincia de Barcelona, España) se encuentra ubicada en las calles Joan Abad y Joan Godó de la ciudad de Igualada. 

## Edificio
El edificio es de planta rectangular de cinco plantas alzadas (planta baja, tres pisos y buhardilla), de 12,50 m de anchura por 42,00 m de largo, con dos cuerpos diferenciados en los extremos de 6,50 m × 18 m y el cuerpo de entrada, de planta baja y piso, anexo al edificio anterior y situado al lado de la entrada desde la calle de Joan Godó Llucia. 

## Historia
La Igualadina Cotonera fue construida entre los años 1841 y 1842 y funcionó hasta el año 1967. Tipológicamente es un edificio algodonero, de fábrica de vapor de cinco plantas de tipo manchesteriano con estructura que combina pilares de madera y de hierro fundido. La fábrica de La Igualadina Cotonera es la muestra más antigua que se conserva de la primera industrialización (1842), anterior incluso al Vapor Vell de Sants (1848), ya declarado bien cultural de interés nacional, también en la categoría de monumento histórico. 
El edificio es un ejemplo constructivo de tipología manchesteriana en Cataluña, donde elementos como la reducida dimensión de las ventanas, las columnas de madera, las armaduras y las naves indican claramente su antigüedad. El edificio de la antigua fábrica de La Igualadina Cotonera es un testimonio único de la etapa inicial de la industrialización a gran escala de Cataluña. 